# Vasárnapi iskola

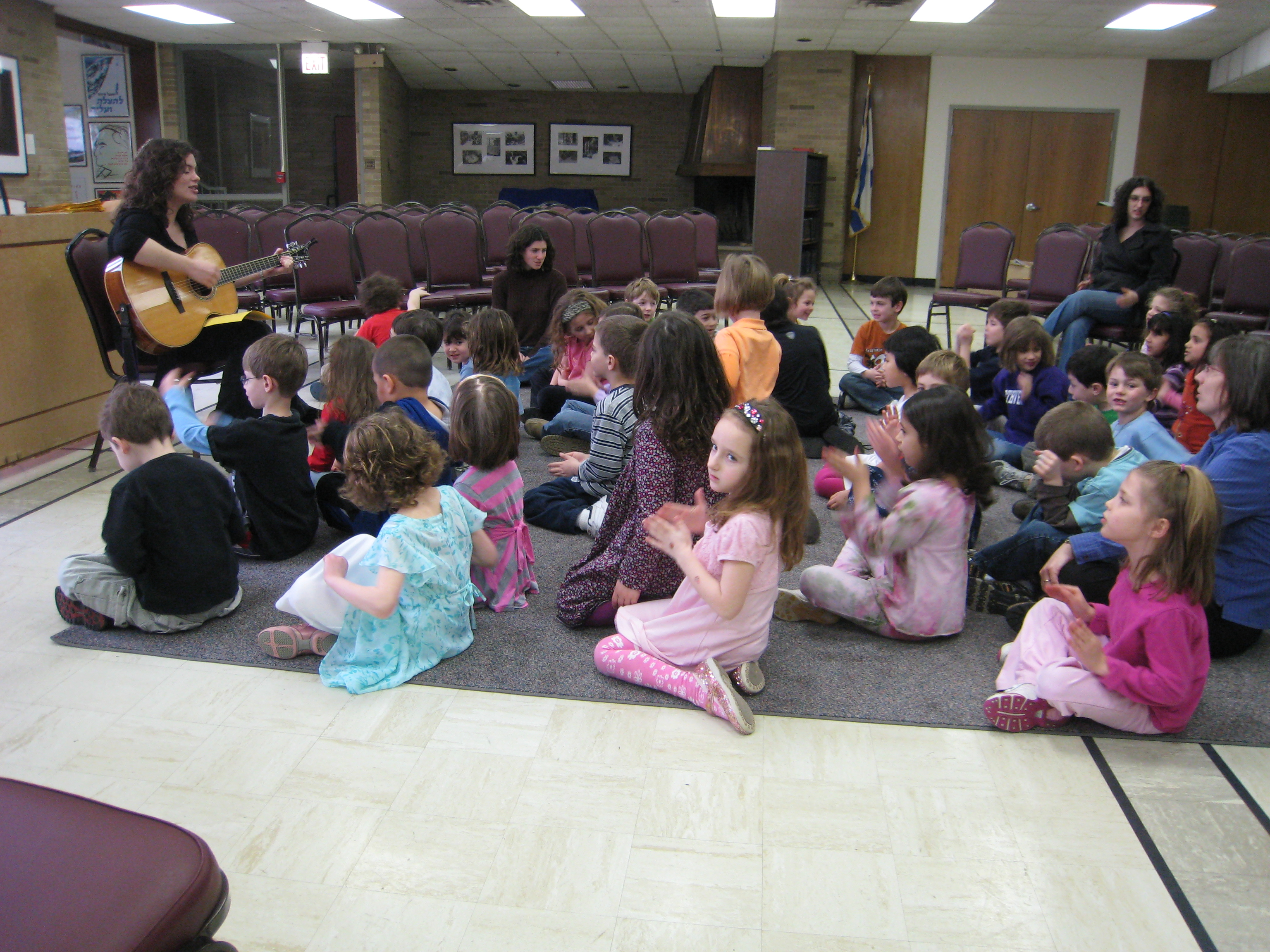
Vasárnapi iskola Chicagóban 2008-ban

A vasárnapi iskola (angolul: Sunday school) a protestáns felekezetek főként egyházi nevelést szolgáló oktatása. Elnevezése abból a vasárnapi szegényiskolából származik, amelyet 1780-ban alapítottak Londonban, hogy a szegények gyermekei alapfokú oktatásban részesülhessenek.

## Kezdetek Angliában
Az első vasárnapi iskolák a 18. század közepén alakultak meg Angliában. A metodista Hannah Ball (1734–1792) 1769-ben hozott létre vasárnapi iskolai csoportokat. A mozgalom indulása 1780 júliusához köthető, amikor Mrs. Meredith kezdett otthonában ilyen jellegű oktatási szolgálatot. Munkája nyomán rövidesen több iskola is indult Gloucesterben és környékén. 1785-ben már 250 ezer gyermek látogatott ilyen iskolákat Angliában. Az iskolák elterjedésében fontos szerepe volt az anglikán Robert Raikesnek (1736–1811), aki újságjában, a Gloucester Journalban támogatta a vasárnapi iskolák alapítását. 1831-ben már 1 millió 250 ezer gyermek látogatta hetente ezeket az iskolákat, vagyis az angol gyerekek mintegy negyede. A vasárnapi iskolai tanítók mindenekelőtt laikusok voltak, akik a Bibliát használva írást, olvasást és az alapvető bibliai ismereteket tanították.

## Vasárnapi Iskolai Szövetség Magyarországon
A Vasárnapi Iskolai Szövetség (VISZ) Gyermek-Evangelizációs Közösséget 1989-ben alapították meg Magyarországon. A VISZ a nemzetközi Child Evangelism Fellowship (CEF, 1937) magyarországi képviselője. A szervezet egy bibliai alapokon álló protestáns hitvallású, felekezetközi gyermekmisszió. A CEF-nek a világ szinte minden országában kb. 3500, Európában több mint 550 főállású munkatársa van. Jelenleg 19 főállású munkatárs szolgál Magyarországon.